# Høgronden
Høgronden er en fjeldtop i nationalparken Rondane med en højde på 2.114 meter over havet. Toppen kan bestiges fra to sider ad en rute, som er afmærket af Den Norske Turistforening, DNT. Ruten passerer hen over fjeldtoppen. Turen op og ned igen kan gøres på én dag fra én af de nærliggende hytter, eller man kan gå fra den ene hytte til den anden hen over toppen. Ruten er på de højeste dele ad blokmark, hvorfor det er nødvendigt at være sikker på benene for at fuldføre bestigningen. Der er en stor varde på toppen, hvorfra der er en fornem udsigt til andre toppe i Rondane i godt vejr.
61°56′45″N 9°54′01″Ø / 61.9458°N 9.9003°Ø